# Just Be Free
Just Be Free is een demoalbum van de Amerikaanse zangeres Christina Aguilera.
Het album werd opgenomen toen Christina 14 à 15 jaar was. Het album werd gemaakt om een stap te maken in de muziekbusiness. De enige single van het album 'Just be free' werd uitgegeven op 29 december 2000. Aguilera gaf uiteindelijk toestemming het album uit te geven, maar gaf nadrukkelijk aan dat het een probeersel was en dat ze in 2001 veel verder was in haar muzikale loopbaan.

## Nummers
1. "Just Be Free" (Bob Allecca; Michael Brown; Christina Aguilera) – 3:43
2. "By Your Side" (Bob Allecca; Michael Brown; Christina Aguilera) – 4:07
3. "Move It" (Dance Mix) (Bob Allecca; Michael Brown; Christina Aguilera) – 3:55
4. "Our Day Will Come" (Mort Garson; Bob Hilliard) – 4:05
5. "Believe Me" (Bob Allecca; Michael Brown; Christina Aguilera) – 4:17
6. "Make Me Happy" (LaForest Cope; Michael Brown) – 3:54
7. "Dream a Dream" (Bob Allecca; Michael Brown; Christina Aguilera) – 4:51
8. "Move It" (Bob Allecca; Michael Brown; Christina Aguilera) – 3:44
9. "The Way You Talk to Me" (Bob Allecca; Michael Brown; Christina Aguilera) – 3:37
10. "Running out of Time" (Bob Allecca; Michael Brown; Christina Aguilera) – 4:05
11. "Believe Me" (Dance Remix) (Bob Allecca; Michael Brown; Christina Aguilera) – 4:36
12. "Just Be Free" (Spaans) (Bob Allecca; Michael Brown; Christina Aguilera) – 3:41

## Lijsten
Het album verkocht 128.000 exemplaren in de Verenigde Staten (2001) en haalde plaats 72 in de Billboard 200. In Nederland haalde het niet de Album Top 100.
| Chart 2001        | hoogste positie |
| ----------------- | --------------- |
| U.S Billboard 200 | 71              |